# Oreina ganglbaueri
Oreina ganglbaueri es una especie de insecto coleóptero de la familia Chrysomelidae.
Fue descrita científicamente en 1953 por Jakob.